# Michell Rodríguez
Michell Adalberto Rodríguez González (ur. 10 sierpnia 2000 w Poza Rica) – meksykański piłkarz występujący na pozycji prawego skrzydłowego, od 2024 roku zawodnik Pumas UNAM.